# レイン・ステイリー
レイン・トーマス・ステイリー (Layne Thomas Staley, 1967年8月22日 - 2002年4月5日)、出生名レイン・ラザフォード・ステイリー (Layne Rutherford Staley)はアメリカ合衆国のシアトル出身のアリス・イン・チェインズのリードボーカル。
彼の歌声は「麻薬」と形容されるほどクセのある歌声で、当時のグランジ勢の中でも特別に異彩を放っていた。
ワシントン州カークランドで生まれ、両親がコレクションしていた音楽を聞いて育つ。影響を受けた音楽はハード・ロック／ヘヴィ・メタルであり、ブラック・サバス、ディープ・パープル、ジューダス・プリースト、ヴァン・ヘイレン、マーシフル・フェイトなど多数を好んで聞いていた。また、ミニストリーやスキニー・パピーなどインダストリアル・ロックやローズ・オブ・ザ・ニュー・チャーチのようなポスト・パンクも好んでいた。1984年にグラム・メタルバンド「Sleze」を結成し、1986年の前身バンド「Alice N' Chains」を経て、1987年にアリス・イン・チェインズを結成する。
2002年4月19日、ステイリーの会計士から「2週間以上口座から金が引き出されていない」と連絡を受けた母親が警察を伴って訪れた自宅でステイリーは遺体となって発見された。死因はスピードボールによるオーバードースで、発見時の体重は39kg（身長185cm）であった。

## 幼少期
1967年8月22日にアメリカ合衆国ワシントン州カークランドで生まれる。 自身のミドルネームである「ラザフォード」を嫌っており、その名前で呼ばれる度に腹を立てていた。ティーンエイジャーの時に合法的にミドルネームを「トーマス」に変えたが、これはモトリー・クルーのドラマーであるトミー・リーのファンだったからである。2、3歳の頃にベルビュー市でリズム・バンドに加わり、グループの中で最年少であった。9歳の時にはドクター・スース著「All About Me」に、将来は歌手になりたいという夢を書いている。
7歳の時に両親が離婚してからは母親と継父であるJim Elmerのもとで育つ。リンウッド市のMeadowdale High Schoolに在学中は継父の名字を名乗っていたので、しばらくの間Layne Elmerとして知られていた。
クリスチャン・サイエンス教徒として育つが成人期には信仰に対して批判的な見解を持っており、1991年のインタビューでは「洗脳された人々がどうやって信仰を獲得し、そしていかに自分たちの金、時間と人生の全てを自分たちが正しいと確信を持って差し出すのかについて強い興味を持ってる。俺は彼らが正しいと思ってる事は間違ってる事だって認識してるけどな。俺が思うに人生や生き方に恐れを持ってる奴がたくさんいて、そいつらは天国やまあそういった類のものにうまく行き着く自信を持ちたいんだろうな。俺は出来る限りそういうものから遠ざかるようにしてたんだ。16歳まで信徒として育ったけど、思い出せる限りじゃあ彼らの信条が正しいと思ってなかったし、だから自分で選べるようになった時には自分自身以外は何も信じない事にしたんだ。」と語り、1999年のインタビュー時にはアリス・イン・チェインズの曲の「Get Born Again」は「宗教上の偽善行為」についての曲だと述べている。
12歳の時にドラムの演奏を始め、10代の初めにいくつかのグラムバンドでプレイしたがこの時点で既に歌手を志望しており、1984年にショアウッド高校の生徒のSlezeという名のバンドに参加する。その中のメンバーは後にThe Dehumanizers及びSecond Coming の一員となる。

## キャリア

### アリス・イン・チェインズ及びマッド・シーズン
1987年にリハーサルスタジオであるミュージック・バンクで働いていた時にシアトルで開かれたパーティーで、ギタリストのジェリー・カントレルに出会う。 その数ヶ月前にカントレルは故郷にあるTacoma Little TheatreにてAlice N' Chainsというバンドでのステイリーのパフォーマンスを観て彼の声に感銘を受けていた 。カントレルは家から追い出されてから住むところがなかったため、ステイリーが彼を誘い一緒にミュージック・バンクで生活することとなる。そういう訳で二人の親友同士はルームメイトとして一年にわたり荒廃したリハーサルスペースで共同生活を送る。
ほどなくしてAlice N' Chainsは解散し、ファンクバンドに加入したがそのバンドがギタリストを探していたのでカントレルに加入を頼んだところ、ステイリーがカントレルのバンドに加入してくれるならという条件で同意に至る。その頃はドラマーとしてショーン・キニー、ベーシストとしてマイク・スターが在籍していたが、バンド名はまだ付けられていなかった。「あの声を持った奴と俺は一緒にプレイしたかったんだ。やせっぽっちのレインというよりも、350ポンドもあるバイク乗りから発せられる声のように聞こえた。あいつの声は自分の声になると思ったよ。」とカントレルは述べている。結局ファンクバンドは解散し、1987年にカントレルのバンドに専任メンバーとして加入した。
バンドの編成から2週間後にワシントン大学でギグを行い、2、3曲のオリジナル曲やハノイ・ロックス及びデヴィッド・ボウイのカバーを演奏した。彼ら（当時はバンド名をDiamond Lieと名乗っていた）の演奏はシアトル地区で注目を集め、結局はステイリーの昔のバンドの名前であるAlice N' Chainsに、その後Alice in Chains（アリス・イン・チェインズ）に改名した。それにあたりステイリーは以前のバンド仲間に名称を使用する許可を得ている。
アリス・イン・チェインズの曲と歌詞のほとんどはカントレルが書いていたが、やがてステイリーも歌詞を書くようになり、最終的にはアリス・イン・チェインズの曲全体の約半分は彼の作詞によるものとなった。「Hate to Feel」、「Angry Chair」、及び「Head Creeps」は作詞・作曲を手掛け、他の曲のメロディーラインも制作している。歌詞はドラッグの使用や鬱などの個人的な問題について書かれていると主に考えられている。そして「Angry Chair」と「Hate to Feel」ではギターも演奏している。カントレルは1999年のミュージック・バンク ボックスセットのライナーノーツ内の「Angry Chair」の箇所で以下のように述べている：
実に素晴らしい曲だ。俺はレインがこれを書いた事をとても誇りに思うよ。俺が過去にボーカルパートの強化に取り組んでた時彼は本当に協力的だったし、そしてここにレインがギターでステップアップして傑作を書いた見事な例があるんだ。

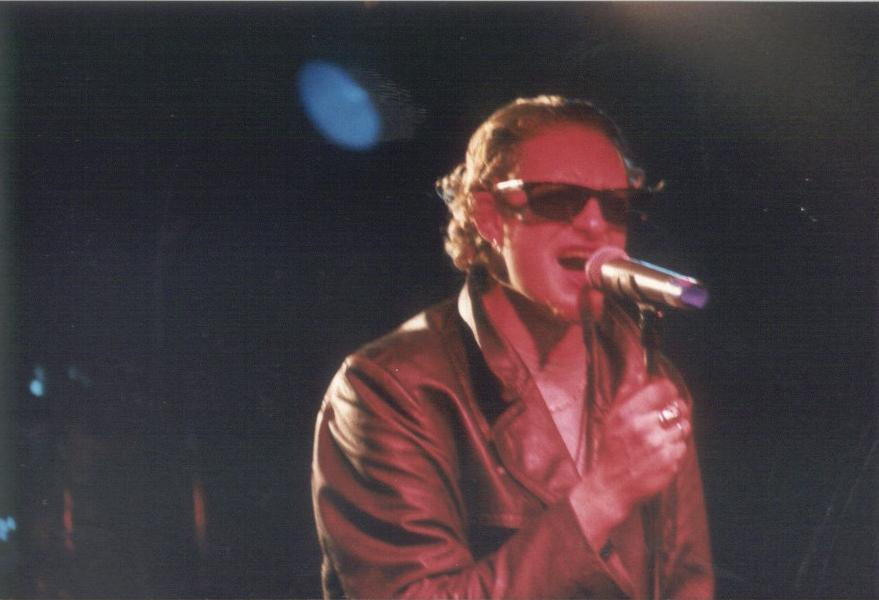
The Channelでのライブ（1992年、ボストン）

1993年7月の日本の音楽雑誌のインタビューにて、詩を書く行為は自己満足ではあるものの自分だけのものとしてしまっておかずに世に出す理由について、恐らく多くの人々が彼自身と同じような感情を持っており、人によって状況は様々だとしても根底にある感情は同じはずなので、（詩を読んだ人に共感してほしいということではなく）必ずしもその感情を押し殺そうとしなくても他の処理方法、表現方法があることを人々に伝えたいと語っている。また、いずれは自分の詩集を出したいと思っており、絵や詩などを習ったことがないため一度きちんとアートスクールで学んでみたいとも話している。加えて、イギリスの音楽雑誌であるメタルハマーの1993年10月号にて、「俺たちはみんなを落ち込ませようとしてるんじゃない。むしろ、"一人じゃない"って伝える事で憂鬱な気持ちから引き上げようとしてるんだ。」と語っている。
1994年にアリス・イン・チェインズは2枚目のEPであるJar of Fliesをリリースし、チャートで初登場1位を獲得した。彼らにとって初めてのことであるとともに、EPが首位となるのも今までにないことであった。バンドのメンバー達はステイリーの状態の悪化を鑑み、Jar of Fliesのツアーを行わないことに決めた。EPのリリース後ドラッグのリハビリ施設に入り、そして主にシアトル出身のミュージシャン数人と共にサイドプロジェクトとなるマッド・シーズンの活動を始める。
アリス・イン・チェインズの活動休止期間中、長期間のヘロイン乱用のために身体的変化が見られるようになり、薬物依存の噂がファンやメディアに広く知れ渡った。
1996年2月のローリングストーン誌で「ドラッグは何年間かは効いてたけど、今は俺を攻撃し続けてる。ヘロインがイカしたものだとファンには思って欲しくなかったのに、ファンが俺のところにやって来て親指を立てて見せ、ハイな状態で最高だって伝えてきたんだ。これこそ正に実際に起こってほしくなかった事だった。」と語っている。
彼のアリス・イン・チェインズのボーカリストとしての最終の公演の内の一つは、1996年4月10日にニューヨークで行われた MTV Unpluggedである。バンドは長期に渡り活動を休止していたが、Unpluggedの収録のため再び公の場に姿を現し、これがバンドにとって実に2年半ぶりのコンサートとなった。

## 私生活
1990年代の初めに複数の回復プログラムを受けたが、薬物を使用していないクリーンな状態は長くは続かなかった。セカンドアルバムであるDirtのツアー中に、マネージャーのスーザン・シルバーがボディーガードを雇って薬物を渡そうとする人々を遠ざけ、また1994年4月のニルヴァーナのフロントマンであるカート・コバーンの訃報に恐怖を覚え一時的にしらふになったが、いずれもすぐにまた薬物依存の日々に舞い戻ってしまった。マネージャーはステイリーの状態が少しでも良くなることを願って、バンドのツアーを行わないことにした。1996年10月29日に元婚約者がドラッグのオーバードースで死去し、24時間体制の自殺防止の監視下に置かれることとなる。イギリスの音楽雑誌であるNME誌によると、彼は元婚約者の死を極めて重く受け止めており、深い鬱状態に陥ってしまったと友人の一人が述べている。元スクリーミング・トゥリーズのマーク・ラネガンが2002年にローリングストーン誌で「彼は元婚約者の死から二度と立ち直る事ができなかった。それゆえこれ以上先に進みたくないと思ったんだろう。」と語っている。

### 最後の数年間：1997-2002年
アリス・イン・チェインズの曲「Again」がBest Hard Rock Performanceにノミネートされ、1997年2月26日にバンドのメンバーと共にグラミー賞の授賞式に出席した。同年4月にはシアトル大学地区に位置する寝室を3部屋備えた140㎡の広さのコンドミニアムを購入し、バンドの3枚目のアルバムのプロデューサーであるトビー・ライトがホームレコーディングシステムをステイリーために設置している。
1998年10月に、翌年発売となるミュージック・バンク ボックスセットに収録されるアリス・イン・チェインズの新たな曲である「Get Born Again」及び「Died」のレコーディングのため再び姿を現した。レコーディング・セッションの最中にもコンディションの更なる悪化が見られ、Dirtのプロデューサーであるデイヴ・ジャーデンは、「ステイリーは体重が80ポンドしかなかった…そして幽霊かと思うほど白かったんだ。」と語っている。 カントレルはステイリーの容姿について言及することを拒否し、マネージャーであるスーザンは、彼を「昨年」以来見かけていないと述べた。最後に公の場に姿を見せたのは1998年の10月31日にシアトルで開催されたカントレルのソロ・コンサートであり、ステージ上で一緒に歌うことをカントレルから頼まれたが断っている。この公演のバックステージで撮影された写真が、公的に発表されている彼の写真の中で最も新しいものである。
1999年7月19日にラジオ番組「Rockline」でカントレル、マイク・スターの後任のベーシストであるマイク・アイネズ及びキニーがNothing Safe: Best of the Boxについて話していたところ、予定外のことであったがステイリーも番組に参加し（シアトルから電話で繋がっていた）、これが最後のインタビューとなった。1999年から2002年の間は以前にも増して引きこもった生活を送り鬱に苦しみ、滅多にコンドミニアムを出なかったため、この期間どのように過ごしていたのかほぼ知られていない。一日のほとんどをアートを創造したり、ビデオゲームをしたり、そしてドラッグに耽って過ごしているという噂が流れていた。ルームメイトだったこともあり友人であるMorgen Gallagherが、2001年頃にステイリーがオーディオスレイヴのオーディションを受ける予定であったと語っているが、これについては後にオーディオスレイヴのギタリストであるトム・モレロが否定している。
ステイリーの母親であるNancy McCallumが2007年にシアトル・タイムズ誌に語ったところによると、ステイリーは孤独を抱えていたが、実際は家族や友人たちの愛から遠ざかったことはなく、留守番電話や郵便受けはメッセージや手紙で溢れていた。彼女は、「彼が孤独を抱えていたというのは、私たちが共に過ごした温かな時間が無かったということではありません。」と続けた。2001年のサンクスギビングデーや2002年のバレンタインデーの頃、ステイリーが姉妹の赤ちゃんを見に訪れた際に彼に会っている。これが彼女が息子であるステイリーに会った最後となった。キニーは彼の最後の数年と孤立した期間について以下の通り言及している：
あいつは物理的にも感情面でも自分から周りの奴らを締め出してたんだ。俺は連絡を取ろうとし続けてたんだけどね…。時計仕掛けのように週に3回電話をかけたけど、1度も出る事はなかった。あいつの住んでる地域に行く度に部屋の前まで上がっていって呼んだけど…。もし誰かがあの建物に行ったとしても、あいつがドアを開ける事はないんだ。電話をかけても繋がらないさ。ドアを蹴り開けてあいつを掴む事も出来ないだろう…。俺もそうする事を何度も考えたけどね。だけど、もし自分自身を助けようとしないのなら、そう、本当に、一体他に誰ができるのか？
ステイリーの見た目は以前にも増して悪化し、歯が何本も抜け、肌の色は病的に青白く、そして酷く痩せ衰えていた。親しい友人であるMatt Foxは、「もし誰も何週間も彼と連絡を取ってなかったとしても、それは珍しい事じゃない。」と述べている。ステイリーをリハビリ施設に入所させようと幾度も試みる友人やバンド仲間とのつながりを彼はこれまで以上に断つようになっていた。近しい友人であるマーク・ラネガンは、「あいつは最近は誰とも話さなかったんだ…。俺も最後に話してから数ヶ月になるよ。でも俺達にとってあいつと数ヶ月くらい話をしないのはいつもの事なんだ。」と語っている。

## 死去
2002年4月19日に、ステイリーの会計士が2週間口座から引き落としが無いことを元マネージャーであるスーザン・シルバーに伝え、そして彼女はステイリーの母親であるMcCallumに連絡した。McCallumは警察に電話をかけ、2週間ほど息子と連絡が取れないことを話し、警察と元夫のJim Elmerと共にステイリーの自宅へ向かった。遺体の発見時には、身長が180cm（185cmとの記述も有り）だった彼の体重は39kgしかなかったと報じられている。検視及び毒物学の報告によると、死因はスピードボールとして知られるヘロインとコカインをミックスした薬物のオーバードースであった。検視官は遺体が発見された2週間前である4月5日に亡くなったと結論付け、ステイリーの死は「不慮の事故」として扱われている。
2010年に行われたMcCallumへのインタビューにて、アリス・イン・チェインズの前ベーシストであるマイク・スターが、ステイリーが死去する前に最後に会い、共に時間を過ごした人物は自分であることを明かしている。ステイリーが亡くなる前日の4月4日はスターの誕生日で、その日ステイリーはひどく体調が悪かったが救急に電話をしなかった。2人は少しの間言い争いになり、スターが怒って出て行ってしまった。ステイリーは立ち去るスターに、「こんなのは嫌だ、こんな形でいなくならないでくれ。」と後ろから声をかけたとスターは述べている。ステイリーが逝去して以来、スターはステイリーを救うために救急を呼ばなかったことに後悔の念を抱いていた。あの4月4日の夜にスターがベンゾジアゼピンを服用していたことによりハイな状態になっておらず、ドアから出て行ったりしなければ良かったと述べている。インタビューはスターが救急を呼ばなかったことについてのMcCallumへの謝罪で幕を閉じるが、彼女は自分も家族の誰もがステイリーの死についてスターを非難する気はないと主張している。彼女はスターに、「レインはあなたを責めないでしょう。彼はきっと"なあ、これは自分のせいなんだ。お前じゃない。"と言うでしょう。」と話した。それでもスターは自分自身を責め続けていた。これまで彼はこの話を当該番組に出演するまで語ろうとしてこなかった。同インタビューでMcCallumは、ステイリーが隠匿した生活を送っていた数年の間についてははっきりしないが、彼が13回もドラッグのリハビリをしていたことを述べている。スターは2011年3月8日に、処方された薬剤の過剰摂取によって遺体となって発見された。

## レイン・ステイリーの日
ステイリーの52歳の誕生日であるはずだった2019年8月22日に、シアトル市長のジェニー・ダーカンは、シアトルではその日を「レイン・ステイリーの日」として定める旨を公式に発表した。これはステイリーの音楽界への貢献を称えたもので、更にこの日は2002年に彼の両親によって設立されたレイン・ステイリー記念基金に目を向けてもらう意味も兼ねていた。

## アリス・イン・チェインズ以外の作品

### マッド・シーズン
- Vo. レイン・ステイリー
- G. マイク・マクレディ（パール・ジャム）
- B. ジョン・ベイカー・ソーンダース
- Dr. バレット・マーティン（元スクリーミング・トゥリーズ）

1995年 - 生還（ABOVE）を発表。この他、ジョン・レノンのトリビュートアルバム Working Class Hero: A Tribute to John Lennon で『兵隊にはなりたくない』 - I Don't Wanna Be a Soldierをカバー。
2015年 - 1月30日にシアトルで一夜限りの再結成ライブを行った。Vo.のステイリーは死去していたために代役にクリス・コーネル。

### CLASS OF '99
- Vo. レイン・ステイリー
- G. トム・モレロ（レイジ・アゲインスト・ザ・マシーン）
- B. マーティン・レノーブル
- Dr. ステファン・パーキンス（ジェーンズ・アディクション）

1998年 - パラサイト(原題:The Faculty)のサウンドトラックでピンク・フロイドの『ANOTHER BRICK IN THE WALL (PART2)』、『ANOTHER BRICK IN THE WALL』をカバー。

## その他
- オジー・オズボーンのツアーのオープニングアクトを務めることになったが、ツアーが始まる前に四輪オフロード・バイクで事故を起こし足を骨折したため、車椅子および松葉杖を使用してのパフォーマンスとなった。当時オジー・オズボーンのバンドのメンバーであったマイク・アイネズとザック・ワイルドのアイデアにより、ステージ上に家具を揃えてリビングに見立て、ソファに座って歌ったりしている[61]。足の骨のレントゲン写真（Dirtに収録されている「Them Bones」にかけている）をツアーのTシャツにプリントして販売した[62]。
- 1993年のアリス・イン・チェインズの日本ツアーでは六本木にてブルドーザーで辺りの看板をなぎ倒したこともある[63]。また、ドラッグによる影響で手の指が壊死したと一部報道がされたがステイリー側からそのような事実は無いと発表された。
- 初来日時にフィッシュボーンが偶然同じホテルに泊まっており、東京公演初日（1993年10月20日）の前夜に一緒に酒を飲んで盛り上がった[30]。フィッシュボーンのメンバーが、一番気に入っているギターを「ライブで使っていいよ」とステイリーに貸したところ、そのギターが弾きづらいと言い窓から投げたことがある[64]。
- アリス・イン・チェインズのメンバーは「ステイリーのレガシーで最も悲しく思うことの一つに、世間が彼を思い出す時に彼の人柄ではなく、何よりもまずドラッグの使用を思い浮かべることだ」と述べている[65][66]。
- アイネズは2013年にステイリーについてのインタビューで以下のように答えている：

ユーモアに溢れてた。特に笑い声が印象的で、部屋の向こう側からでも響いてくるんだ。彼は本当にそんな奴だったし、良い人間でもあった。下心を持つなんて事もなかったし、人種差別的な冗談も決して言わない。誰かの事を貶してるのさえ聞いた事ないよ。他のバンドに対していつもとても協力的な姿勢だった。真ん中に立ってみんなの注目を集めようとするような奴じゃなく、控えめな感じだったね。そして本当に素晴らしい雰囲気を持ってたんだ。
（1993年のロラパルーザ出演のことを尋ねられて）6週間のツアー中にどのバンドともジャムセッションをしたけど、クレイジーなFront 242っていうインダストリアル・バンドがいて、あまり英語が話せなかったんだ。（Front 242はベルギー出身のバンドである）だから彼らはいつも自分達だけで作業してた。結局は彼らはすごくいい奴らだったんだけどね。ツアー期間中にどういうわけかレインが彼らの事をいたく気に入ったんだ。彼がFront 242のところへ行ってジャムったんだけど、最高にクールだったよ。  
（ツアー期間中にオフをどのように過ごしていたのか尋ねられて）日本で何日間かオフがあったんだけど、数日後にレインがどこにも見当たらなくなっちゃったんだ。俺とジェリーとショーンが東京の街をうろうろしながらレインを探してたくさんのバーを覗いたんだよ。しばらくして俺とジェリーが「あー、クソッ。モデル達がたむろしてるバーがあるらしいから、そこに行ってみるか。」ってなったんだ。それでバーに入り、バーの後ろを見たらさ、本当の話なんだけど、そこにレインがいてバーの後ろで火をふきながらバーテンダーをやってたんだ。だから俺たちはそっちに行って「お前は一体何してんだ？」って訊いたら、「ちょっと普通を感じたくてね。」だって。そういう事で幾晩かバーでの仕事をして、実際に自分は何者なのかっていうのはバーの人達には言ってなかったみたい。レインはとにかくこれまでとは何か違った事をしてみたかったんだな。あいつはほんとにそういう奴だよ。
面白い事についてのキャパシティを充分に備えた奴だったから、レインについてネガティブな事が書かれてるものを目にする度にびっくりするんだ。あいつは世界のどこに行っても笑うんだろうな。あいつは今でも俺の大好きなロックシンガーってだけでなく、おそらく世界中で一番好きな「笑い」をする奴だよ。多分レインについて一番思い出深いものは笑い声だ。一緒に過ごすのがすごく楽しい奴だった。
1993年の終わり近くに、確かオーストラリアのメルボルンだったと思うけど、ワールドツアーが終了して数日間のオフがあったんだ。レインから電話があって、一緒にビーチにおりて行ってブラッディ・メアリーを飲んだんだ。4時間くらい座ってたんだけどさ、あいつは4時間ずっと俺を笑わせてたんだよ。オーストラリアに戻ろうとどこに行こうと、俺たちはいつでもレインと共にいるんだ。彼の名前と俺達のバンドはいつだってつながってる。俺たちはあいつの事が本当に好きだったし、俺達のbrotherの一人だったんだよ。